# Хіросе Аяко
Хіросе Аяко (нар. 26 березня 1972) — колишня японська тенісистка.
Найвищу одиночну позицію світового рейтингу — 216 місце досягла 19 липня 1993, парну — 115 місце — 12 липня 1993 року.
Здобула 1 одиночний та 3 парні титули.

## Фінали ITF
| турніри $25,000 |
| турніри $10,000 |

### Одиночний розряд: 2 (1–1)
| Результат | Ранг | Дата           | Турнір                      | Покриття | Суперниця        | Рахунок     |
| --------- | ---- | -------------- | --------------------------- | -------- | ---------------- | ----------- |
| Поразка   | 1.   | 30 жовтня 1989 | Саґа (Саґа), Японія         | Трава    | Їда Ей           | 1–6, 6–7(6) |
| Перемога  | 1.   | 9 травня 1994  | Бандар-Сері-Бегаван, Бруней | Тверде   | Іраваті Іскандар | 6–4, 6–1    |

### Парний розряд: 8 (3–5)
| Результат | Ранг | Дата              | Турнір                   | Покриття | Партнерка      | Суперниці                           | Рахунок       |
| --------- | ---- | ----------------- | ------------------------ | -------- | -------------- | ----------------------------------- | ------------- |
| Поразка   | 1.   | 17 жовтня 1988    | Куросіо (Коті), Японія   | Тверде   | Окада Сіхо     | Іто Кадзуко Кадзіта Ясуйо           | 5–7, 4–6      |
| Поразка   | 2.   | 16 жовтня 1989    | Куросіо (Коті), Японія   | Тверде   | Мідзокуті Мікі | Лінн Нейборс Лупіта Новело          | 6–7(5), 4–6   |
| Поразка   | 3.   | 13 листопада 1989 | Кіото, Японія            | Тверде   | Мідзокуті Мікі | Еміко Сакаґуті Наоко Сато           | 6–1, 2–6, 1–6 |
| Перемога  | 1.   | 19 лютого 1990    | Мельбурн, Австралія      | Тверде   | Хосокі Юко     | Деніелл Джонс Шерон Макнамара       | 6–3, 6–2      |
| Поразка   | 4.   | 5 березня 1990    | Нью Касл, Австралія      | Трава    | Хосокі Юко     | Кіррілі Шарп Енджи Каннінгем        | 6–3, 5–7, 4–6 |
| Перемога  | 2.   | 15 липня 1991     | Евансвілл (Індіана), США | Тверде   | Їда Ей         | Кеті Фоксворт Шеннен Маккарті       | 6–3, 2–6, 6–4 |
| Поразка   | 5.   | 4 листопада 1991  | Тіба, Японія             | Тверде   | Йоне Каміо     | Лупіта Новело Крістін Кунс          | 4–6, 7–5, 4–6 |
| Перемога  | 3.   | 26 жовтня 1992    | Саґа (Саґа), Японія      | Ґрунт    | Янагі Масако   | Катаріна Студенікова Ева Мартінцова | 6–2, 6–0      |